# Copa del Rey de baloncesto 2019
La 83.ª edición de la Copa del Rey de baloncesto se celebró en el WiZink Center de Madrid del 14 al 17 de febrero de 2019. Desde 2011 no se disputaba la fase final en la ciudad de Madrid.

## Equipos participantes
Los siete primeros clasificados después de la primera mitad de la ACB de la temporada regular 2018-19 se clasifican para el torneo. El Movistar Estudiantes, equipo anfitrión, se clasifica de forma directa.
| - FC Barcelona Lassa - Kirolbet Baskonia - Real Madrid - Iberostar Tenerife | - Unicaja Málaga - Valencia Basket - Divina Seguros Joventut - Movistar Estudiantes (anfitrión) |

## Árbitros
La ACB dio a conocer los 12 árbitros que acudirán a la  83.ª edición de la Copa del Rey de baloncesto:
- Jordi Aliaga (2 ediciones)
- Martín Caballero (1 edición)
- Fernando Calatrava (6 ediciones)
- Antonio Conde (16 ediciones)
- Juan Carlos García González (13 ediciones)
- Daniel Hierrezuelo (21 ediciones)
- Benjamín Jiménez (10 ediciones)
- José Antonio Martín Bertrán (24 ediciones)
- Miguel Ángel Pérez Pérez (16 ediciones)
- Emilio Pérez Pizarro (14 ediciones)
- Carlos Peruga (10 ediciones)
- Rafael Serrano (1 edición)

## Resultados
|  | Cuartos de final        | Cuartos de final |                         |    | Semifinales | Semifinales |  |  | Final | Final |
|  |                         |                  |                         |    |             |             |  |  |       |       |
|  | 14 de febrero           |                  |                         |    |             |             |  |  |       |       |
|  |                         |                  |                         |    |             |             |  |  |       |       |
|  | Iberostar Tenerife      | 88               |                         |    |             |             |  |  |       |       |
|  | Iberostar Tenerife      | 88               | 16 de febrero           |    |             |             |  |  |       |       |
|  | Unicaja                 | 78               |                         |    |             |             |  |  |       |       |
|  | Unicaja                 | 78               | Iberostar Tenerife      | 86 |             |             |  |  |       |       |
|  | 14 de febrero           |                  | Iberostar Tenerife      | 86 |             |             |  |  |       |       |
|  |                         | Barça Lassa      | 92                      |    |             |             |  |  |       |       |
|  | Barça Lassa             | Barça Lassa      | 92                      | 86 |             |             |  |  |       |       |
|  | Barça Lassa             |                  | 17 de febrero           | 86 |             |             |  |  |       |       |
|  | Valencia Basket         | 79               |                         |    |             |             |  |  |       |       |
|  | Valencia Basket         | 79               | Barça Lassa             | 94 |             |             |  |  |       |       |
|  | 15 de febrero           |                  | Barça Lassa             | 94 |             |             |  |  |       |       |
|  |                         | Real Madrid      | 93                      |    |             |             |  |  |       |       |
|  | Kirolbet Baskonia       | Real Madrid      | 93                      | 89 |             |             |  |  |       |       |
|  | Kirolbet Baskonia       | 16 de febrero    |                         | 89 |             |             |  |  |       |       |
|  | Divina Seguros Joventut | 98               |                         |    |             |             |  |  |       |       |
|  | Divina Seguros Joventut | 98               | Divina Seguros Joventut | 81 |             |             |  |  |       |       |
|  | 15 de febrero           |                  | Divina Seguros Joventut | 81 |             |             |  |  |       |       |
|  |                         | Real Madrid      | 93                      |    |             |             |  |  |       |       |
|  | Real Madrid             | Real Madrid      | 93                      | 94 |             |             |  |  |       |       |
|  | Real Madrid             |                  |                         | 94 |             |             |  |  |       |       |
|  | Movistar Estudiantes    | 63               |                         |    |             |             |  |  |       |       |
|  | Movistar Estudiantes    | 63               |                         |    |             |             |  |  |       |       |

## Cuartos de final

### Iberostar Tenerife–Unicaja Málaga
| 14 de febrero de 2019, 19:00 | Iberostar Tenerife                                       | 88–78                    | Unicaja Málaga                                                             | |  |
|                              | Parciales: 25–20, 19–16, 22–20, 22–22                    |                          |                                                                            | |  |
|                              | Estadísticas Iverson 19 Beirán 7 San Miguel 5 Iverson 24 | Reporte Pts Reb Asts Val | Estadísticas 16 Milosavljević 7 Lessort 2 Suárez, Wiltjer Milosavljević 17 | Pabellón: WiZink Center, Madrid Asistencia: 9,318 espectadores Árbitros: Juan Carlos García González Emilio Pérez Pizarro Jordi Aliaga Televisión: |  |

### FC Barcelona Lassa–Valencia Basket
| 14 de febrero de 2019, 21:30 | FC Barcelona Lassa                                 | 86–79                    | Valencia Basket                                        | |  |
|                              | Parciales: 13-21, 24-18, 21-19, 28-21              |                          |                                                        | |  |
|                              | Estadísticas Heurtel 17 Tomić 8 Heurtel 4 Tomić 21 | Reporte Pts Reb Asts Val | Estadísticas 13 Dubljević 5 Dubljević 7 Vives Tobey 15 | Pabellón: WiZink Center, Madrid Asistencia: 11,511 espectadores Árbitros: José Antonio Martín Bertrán Daniel Hierrezuelo Fernando Calatrava Televisión: TV = |  |

### Kirolbet Baskonia–Divina Seguros Joventut
| 15 de febrero de 2019, 19:00 | Kirolbet Baskonia                                      | 89–98                    | Divina Seguros Joventut                                                 | |  |
|                              | Parciales: 16–29, 26–16, 26–28, 21–25                  |                          |                                                                         | |  |
|                              | Estadísticas Janning 18 Poirier 8 Vildoza 4 Poirier 19 | Reporte Pts Reb Asts Val | Estadísticas 36 Laprovíttola 7 Todorović 7 Laprovíttola 50 Laprovíttola | Pabellón: WiZink Center, Madrid Asistencia: 12,340 espectadores Árbitros: Benjamín Jiménez Trujillo Carlos Peruga Martín Caballero Madrid Televisión: |  |

### Real Madrid–Movistar Estudiantes
| 15 de febrero de 2019, 21:30 | Real Madrid                                              | 94–63                    | Movistar Estudiantes                                       | |  |
|                              | Parciales: 29-27, 21-7, 23-14, 21-15                     |                          |                                                            | |  |
|                              | Estadísticas Deck, Ayón 16 Tavares 14 Campazzo 8 Ayón 27 | Reporte Pts Reb Asts Val | Estadísticas 12 Arteaga 5 Arteaga 4 Cook, Brizuela 14 Cook | Pabellón: WiZink Center, Madrid Asistencia: 13,280 espectadores Árbitros: Miguel Ángel Pérez Pérez Antonio Conde Ruiz Rafael Serrano Velázquez Televisión: |  |

## Semifinales

### Iberostar Tenerife–FC Barcelona Lassa
| 16 de febrero de 2019, 19:00 | Iberostar Tenerife                                                 | 86–92                    | FC Barcelona Lassa                                          | |  |
|                              | Parciales: 17–15, 24–14, 31–23, 20–34                              |                          |                                                             | |  |
|                              | Estadísticas Ribas 14 Séraphin, Tomić 4 Heurtel, Pangos 3 Ribas 16 | Reporte Pts Reb Asts Val | Estadísticas 24 Abromaitis 8 Iverson 4 Beirán 28 Abromaitis | Pabellón: WiZink Center, Madrid Asistencia: 13,150 espectadores Árbitros: Emilio Pérez Pizarro Antonio Conde Ruiz Carlos Peruga Televisión: |  |

### Divina Seguros Joventut–Real Madrid
| 16 de febrero de 2019, 21:30 | Divina Seguros Joventut                                     | 81–93                    | Real Madrid                                                      | |  |
|                              | Parciales: 26-18, 22-20, 23-14, 22-29                       |                          |                                                                  | |  |
|                              | Estadísticas Morgan 20 Harangody 6 Laprovíttola 7 Morgan 21 | Reporte Pts Reb Asts Val | Estadísticas 16 Campazzo, Ayón 9 Ayón 3 Fernández, Llull 23 Ayón | Pabellón: WiZink Center, Madrid Asistencia: 13,310 espectadores Árbitros: Daniel Hierrezuelo Benjamín Jiménez Trujillo Fernando Calatrava Televisión: |  |

## Final

### FC Barcelona Lassa–Real Madrid
| 17 de febrero de 2019, 19:30 | Real Madrid                                              | 93–94                    | FC Barcelona Lassa                                       | |  |
|                              | Parciales: 16–20, 19–15, 25–11, 17–31 (T.E.: 16–17)      |                          |                                                          | |  |
|                              | Estadísticas Campazzo 19 Ayón 8 Ayón, Campazzo 5 Ayón 21 | Reporte Pts Reb Asts Val | Estadísticas 22 Heurtel 9 Singleton 6 Heurtel 22 Heurtel | Pabellón: WiZink Center, Madrid Asistencia: 13.468 espectadores Árbitros: Juan Carlos García González Miguel Ángel Pérez Pérez Benjamín Jiménez Trujillo Jordi Aliaga Solé (reserva) Televisión: |  |

| Campeones de la Copa del Rey 2019 |
| --------------------------------- |
| Bandera de Cataluña               |
| FC Barcelona 25.º título          |

## MVP de la Copa
- Thomas Heurtel

## Polémica
Los 12 últimos segundos del encuentro final estuvieron marcados por la polémica, dos fallos arbitrales, el primero una posible falta antideportiva de Anthony Randolph sobre Chris Singleton que no fue considerada como falta, y el segundo que los árbitros, tras consultar el Instant Replay, consideraron un rebote de Anthony Randolph en la jugada final como tapón ilegal sobre Ante Tomić. El día siguiente algunos medios comunicaron que el Real Madrid amenazó con abandonar la Liga ACB a corto/medio plazo, aunque es algo que ni se confirmó ni el Real Madrid manifestó en ningún momento, al menos de manera pública. En sendos comunicados oficiales, tanto ACB como la Asociación Española de Árbitros reconocieron fallos arbitrales.

## Récord de valoración
El jugador argentino Nicolás Laprovittola consiguió el récord histórico de valoración en la competición. El base del Joventut anotó 36 puntos,  dio 7 asistencias, recibió 9 faltas personales y capturó 4 rebotes, para un total de 50 de valoración en el partido de cuartos de final que le enfrentaba al Baskonia.

## Minicopa Endesa

### Final
| 17 de febrero de 2019 12:30 (CET) | Real Madrid                           | 80–68           | Iberostar Canarias | |  |
|                                   | Parciales: 25–17, 16–17, 17–21, 22–14 |                 |                    | |  |
|                                   | Estadísticas                          | Reporte Pts Reb | Estadísticas       | Pabellón: WiZink Center, Madrid Asistencia: 3650 espectadores Árbitros: Jordi Aliaga Rafael Serrano Asunción Langa Televisión: |  |